# Вулична фотографія
Вулична фотографія — жанр документальної фотографії без явної соціальної спрямованості, що зображає людей у громадських місцях в звичайних ситуаціях: на вулицях, в парках, на пляжах тощо. Вулична фотозйомка використовує техніку ―Чесної фотографії (англ. Straight photography), за допомогою якої вона зображає усе як є, без спотворень.
Вулична фотографія може бути документальною, але не обмежується тільки нею.
Вулична фотографія тяжіє до іронії і намагається дистанціюватися від сутності предмета зйомки, часто концентрується на єдиній людської емоції в її вирішальний, живий момент. При цьому робиться акцент на ретельному відборі елементів, які повинні бути включені в композицію. Наприклад, поцілунок крадькома на розі вулиці; людина, що стрибає через калюжу. Як наслідок, в техніці вуличної фотографії часто використовується чорно-біла фотографія.
Ключовими елементами вуличної фотографії є:
- Естетика з збереженням природності та реальності;
- Події та людські емоції;
- Часто прихований характер фотографування.

## Приклади вуличних фотографій

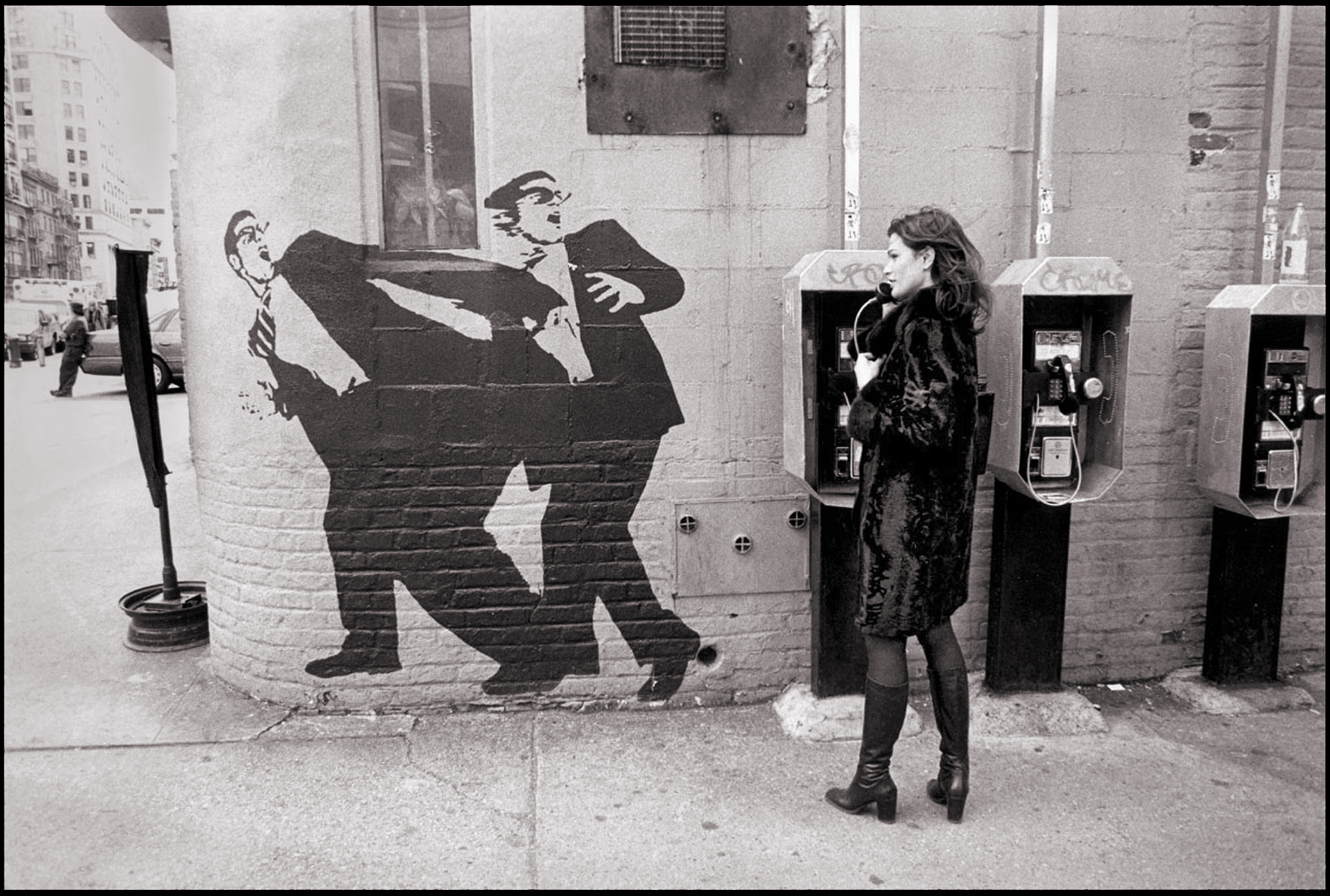
Іст-Вілідж, Нью-Йорк, 1998 рік
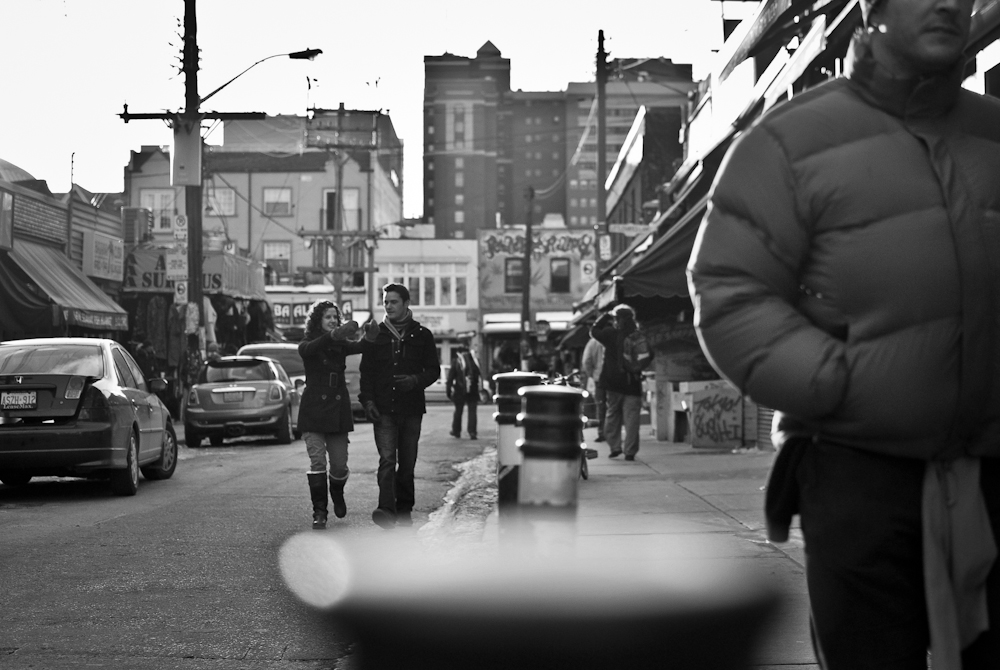
фотографія, зроблена на ринку Кенсінгтон, Торонто, Канада
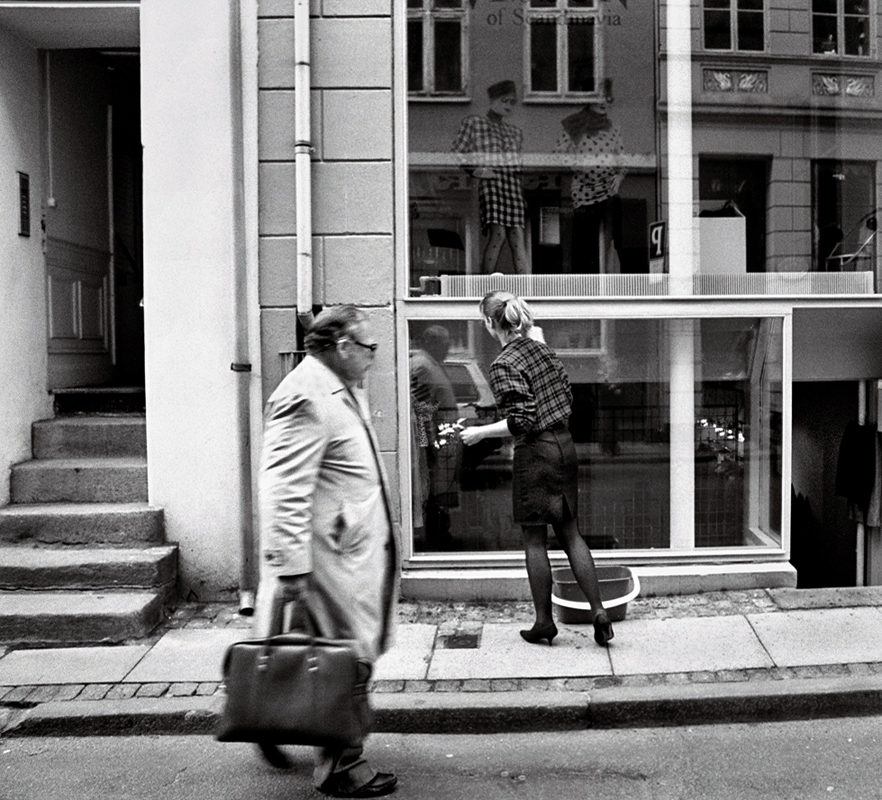
Копенгаген 1987 року. Приклад вуличної фотографії.
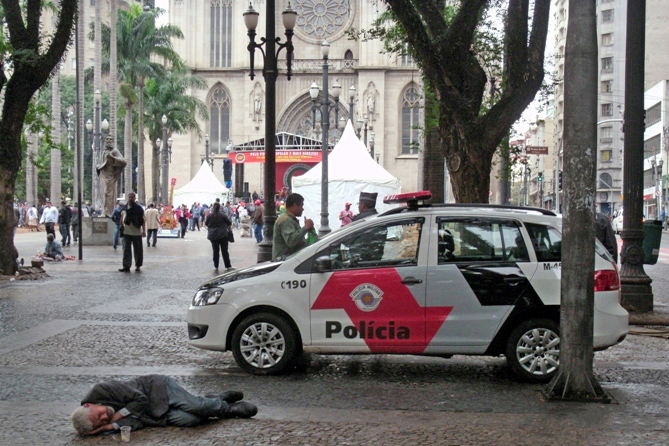
Віктор Пінчук «Кожному своє» (Сан-Паулу, 2015 рік)